# Кризис перепроизводства
Кри́зис перепроизво́дства — в некоторых экономических теориях разновидность экономических кризисов, является одной из фаз экономического цикла. Отличается  падением цен вследствие наступившего перепроизводства товаров и услуг. Характерен для капиталистической экономики, порождён явлением расширенного воспроизводства.

## Развитие теории
Представители классической политэкономии (Д. Рикардо, Ж. Б. Сэй, Дж. Ст. Милль, Дж. Мак-Куллох, Х. Мангольдт и др.) создавали свои труды в эпоху, когда кризисы перепроизводства ещё не были выявлены, поэтому рассуждали о кризисах исключительно теоретически и с этих позиций отрицали возможность наступления одновременного перепроизводства всех товаров. Поэтому главный вклад в изучение природы кризисов перепроизводства внесли более поздние исследователи Ж. Сисмонди, В. Лексис, Г. Франкенштейн и К. Маркс. В середине XIX века усилиями К. Маркса, К. И. Родбертус-Ягецова и К. Жюгляра были сформулированы два важнейших положения для понимания природы кризисов: кризисы периодичны и органически присущи капиталистическому строю. Дальнейший вклад в изучение кризисов внесли М. И. Туган-Барановский, Р. Гильфердинг, Л. Поле, А. Шпитгоф, Ж. Лескюр, А. Афтальон и У. К. Митчелл.

### Теория диспропорциональности производства
Д. Рикардо исходил из представления о том, что перепроизводство сразу всех товаров невозможно, потому что человеческие потребности безграничны. При этом производитель продаёт свой товар только тогда, когда хочет приобрести другой товар. Следовательно, каждый товар представляет собой рынок для других товаров. Дж. Ст. Милль был приверженцем идеи, что вероятность перепроизводства отдельных товаров должна компенсироваться недопроизводством других товаров. Ж. Б. Сэй сформулировал названный его именем закон, что благодаря гибкости цен совокупный спрос автоматически поглощает весь объём произведённой продукции. Таким образом, недостаток спроса обусловливается не избытком производства вообще, а временного характера неправильным распределением объёмов производства (диспропорциональностью) между различными отраслями.
Мысль об автоматическом приспособлении капиталистической экономики к любым нарушениям спроса и предложения подхватила и неоклассическая школа. Так, американец Б. Андерсон даже в 1945 году на симпозиуме Financing American Prosperity в Нью-Йорке доказывал правильность идеи Рикардо о товаре как рынке для других товаров.
В то же время немецкий экономист Р. Гильфердинг дополнил мысль о диспропорциональности развития отраслей. По его мнению, анархию производства и порождаемые ею кризисы можно устранить на основе регулирования капиталистической экономики (Гильфердингу принадлежит термин «регулируемый капитализм»).

### Теория недопотребления
Основная статья: Недопотребление (англ.)
Ж. Сисмонди первым высказал мысль о том, что рост производства зависит от роста потребления. Сформулированной им «теории недопотребления» придерживались также Т. Мальтус, К. И. Родбертус-Ягецов, Дж. А. Гобсон, К. Каутский и Роза Люксембург. Причину кризисов перепроизводства они видели в низкой покупательной способности народных масс, которые не могли поэтому поддерживать на достаточном уровне спрос. Одним из практических выводов из теории недопотребления стала кейнсианская политика стимулирования спроса со стороны государства.

### Марксизм
По мнению марксистов, низкая покупательная способность народных масс была присуща также докапиталистическим формациям, что тем не менее не приводило к кризисам перепроизводства. Кризисы в капиталистической экономике объясняются таким явлением, как расширенное воспроизводство, а оно порождено основным противоречием капиталистической экономики, которым является конфликт между общественным характером производства и частной формой присвоения. Общественный характер производства приводит к достижению высокой производительности труда, а частный характер присвоения стимулирует производство к бесконечному росту, усугубляя анархию производства. Ограничение роста покупательной способности народных масс в этих условиях только усугубляет кризис, не являясь в то же время его главной причиной.

## Описание кризиса
Как правило, кризису перепроизводства присущи:
- Низкий спрос на товары и услуги.
- Высокий уровень банкротств.
- Низкий уровень деловой активности: те предприятия, которые ещё не обанкротились, сворачивают свою деятельность; количество новых предприятий мало.
- Растущая безработица.
- Снижение реальной заработной платы наёмных работников.

Эти проблемы наблюдаются не в одной, а в самых разных отраслях экономики, и усиливают друг друга по принципу порочного круга. Так, низкий спрос приводит к банкротствам и низкому уровню деловой активности. Они, в свою очередь, приводят к безработице. Высокая безработица в сочетании с низкой потребностью в рабочей силе приводит к снижению зарплат. Даже если какое-нибудь предприятие не хочет снижать зарплаты, оно вынуждено это сделать из-за малого спроса на свою продукцию, заставляющего переходить на режим жёсткой экономии. Безработица, низкий уровень оплаты труда и страх потерять работу заставляют население предельно сокращать личные расходы, то есть приводят к низкому спросу.
Важным в механизме формирования кризиса является кризис доверия: предприятия требуют друг от друга немедленной оплаты долгов, как из опасения, что должник может обанкротиться, так и из-за тяжёлого положения самих заимодавцев. В тяжёлой экономической ситуации требования немедленной оплаты долгов приводят к банкротствам. Банкротство должников дополнительно ухудшает положение заимодавца и может, в свою очередь, приводить к его банкротству, то есть возникает цепная реакция банкротств.
Кроме того, низкие зарплаты приводят к снижению себестоимости товаров; в сочетании с жёсткой конкуренцией за уменьшающиеся рынки цены на товары падают. Происходит дефляция (снижение цен). Дефляция затрудняет возврат долгов, если они не прикреплены к индексу потребительских цен.
Кризис перепроизводства следует отличать от рецессии, в ходе которой баланс спроса и предложения если и нарушается, то гораздо слабее, а также от кризиса какой-то отрасли. В последнем случае уволенные работники находят себе работу в других отраслях, и уровень безработицы или зарплат в целом меняется мало.

## Циклические кризисы перепроизводства

#### Кризис 1825 года
В начале 1820-х годов английский рынок испытывал избыток капиталов. Например, в 1824 году правительство сумело снизить ставки по своим заимствованиям с 5 и 4 % соответственно до 4 и 3,5 %. Применение свободным капиталам нашлось благодаря Испанской революции 1820—1823 годов, которая привела к успеху войны за независимость Латинской Америки. На открывшиеся рынки устремился поток британских товаров, покупка которых оплачивалась британским же капиталом: с 1822 по 1825 годы экспорт в страны Южной Америки увеличился с 3,2 до 6,4 млн. ф. ст. в год, объём предоставленных Британией займов этому региону составил в 1824—1825 годах 21,3 млн ф. ст. Росту внешней торговли способствовали также направленные в сторону фритредерства изменения в Навигационный акт, принятые по инициативе министра финансов У. Хаскиссона. Интенсивно развивался и внутренний рынок Англии, в частности, строительная отрасль. Так, производство кирпича с 1822 по 1825 год выросло на 92,3 %, в 1825 году открылась и первая в мире железная дорога Стоктон — Дарлингтон. В 1820—1825 годах выплавка чугуна увеличилась на 58 %, потребление хлопка на 38 %. Расширение спроса (в первую очередь инвестиционного) привело к спекулятивному росту цен: в конце 1824 — начале 1825 годов цены на машины выросли на 20 %, на кофе на 32 %, на перец на 41 %, на железо на 76 %, на цинк на 103 %, на американский хлопок на 109 %.
Кризисные явления начались во II квартале 1825 года с сокращения объёмов экспорта, во внешнеторговом балансе возникло отрицательное сальдо, что привело к оттоку золота из страны. Первым пострадал финансовый сектор: 2 августа Банк Англии прекратил выдавать ссуды под залог любых ценных бумаг, в августе и сентябре несколько раз вспыхивала биржевая паника, по результатам года золотой запас Банка Англии снизился с 10,7 до 1,2 млн ф. ст. Промышленность в полной мере ощутила влияние кризиса в 1826 году: экспорт шерстяных изделий упал на 19 %, а хлопчатобумажных тканей на 23 % по сравнению с 1824 годом, произошло снижение цен — на цинк на 38 %, на кофе на 39 %, на перец на 40 %, на машины на 50 %, на американский хлопок на 59 %. С 1 октября 1825 по 1 октября 1826 года произошло 3549 банкротств по сравнению с 1345 годом ранее.
Английский кризис сказался и в других странах. Экспорт США снизился на 22 %, цены на хлопок снизились в 2 раза, в 1826 году бездействовало не менее трети хлопковых веретён страны. Экспорт Франции снизился на 15 %, совокупная мощность вновь установленных паровых машин снизилась с 1187 л. с. в 1826 до 595 л. с. в 1828 году. Российский экспорт снизился в денежном выражении на 22 %, в том числе экспорт лесоматериалов на 33 %, шерсти на 70 %.

#### Кризис 1837 года
Предыдущий кризис стимулировал внедрение в промышленности новых технологий, что привело к снижению себестоимости и падению цен. Последнее повлекло за собой оживление экспорта: в 1825—1830 годах экспорт хлопчатобумажных изделий из Англии вырос в натуральном выражении на 38,9 %, что однако дало прирост выручки только на 5,4 %. Внешние рынки быстро переполнились, что стало причиной ощутимого спада в 1829—1831 годах. Спад происходил на фоне столь значительных политических событий, как Июльская революция 1830 года во Франции, Польское восстание 1830 года, восстание лионских ткачей 1831 года, избирательная реформа в Англии 1832 года, Июньское восстание 1832 года во Франции и заговор грузинского дворянства 1832 года.
Новый подъём начался в Англии в 1834 году благодаря расширению внутреннего рынка: хорошие урожаи на протяжении нескольких лет подряд позволяли держать самые низкие цены на хлеб за предшествующие 60 лет, что стимулировало спрос на промышленные товары. В период 1833—1836 годов английская промышленность увеличила выработку хлопчатобумажной пряжи на 53 %, выплавку чугуна на 71 %, добычу угля на 87 %; объём ежегодных инвестиций в строительство железных дорог увеличился в 1834—1836 годах в 7,3 раза. Произошёл рост цен: к середине 1836 года по сравнению с осенью 1832 года шёлк итальянский подорожал на 62 %, хлопок американский на 83 %, свинец на 104 %. Окончание периода хороших урожаев привело к удорожанию пшеницы в 1835—1839 годах на 82 %.
Весной 1836 года перепроизводство привело к снижению оборачиваемости товарных запасов, что вызвало рост спроса на кредит. Золотой запас Банка Англии снизился с 8 млн ф. ст. в марте до 5,3 млн ф. ст. в августе. Банк повысил учётную ставку с 4 до 5 % годовых и запретил учитывать американские векселя. Курсы акций и цены в середине года стали стремительно падать. Снижение цен на минимуме 1837 года составило: свинец — на 34 %, шёлк до 38 %, хлопок на 40 %, железо на 44 %. Экспорт хлопчатобумажных тканей снизился в натуральном выражении на 17 %, шерстяных тканей на 46 %. В конце 1836 года металлурги Уэльса, Шотландии, Стаффордшира и Шропшира попытались остановить падение цен заключением картельного соглашения, предусматривавшего согласованное снижение производства на 20 %.
В 1837 году лопнул экономический пузырь, созданный спекулянтами в секторе недвижимости. 10 мая 1837 года все банки прекратили выплаты золотых и серебряных монет. Это получило название паники 1837 года. За паникой последовал пятилетний кризис, сопровождавшийся банкротствами банков и высоким уровнем безработицы.

#### Кризис 1873 года (Долгая депрессия)
Долгая депрессия, известная в то время как Великая депрессия, длилась с 1873 по 1896 год. Она захватила большую часть мира и происходила на фоне Второй промышленной революции.

#### Кризис 1929 года (Великая депрессия)
Великая депрессия, затронувшая большинство стран капиталистического мира, свирепствовала в 1930-е годы. Депрессия началась с биржевого краха 1929 года в Америке, длившегося с 24 по 29 октября 1929 года. Краху предшествовал спекулятивный бум, когда взвинчивание цен на акции привело к образованию экономического пузыря. Кризис достаточно быстро распространился по всему миру. Он продолжался вплоть до Второй мировой войны: даже в 1939 году уровень производства составлял 90 % от уровня 1932 года, а безработица 17 %.

#### Кризис 1973 года
Менее чем через год после «нефтяного шока» экономика западных стран была ввергнута в кризис перепроизводства — первый классический кризис за весь послевоенный период. Увеличение издержек производства, связанных с повышением цен на нефть, привело к росту себестоимости продукции почти всех отраслей хозяйства. Когда товарные запасы, имевшиеся осенью 1973 года, закончились, то начался стремительный рост оптовых и розничных цен. Вызванное им сокращение спроса и ухудшение инвестиционного климата привело к снижению уровня производства на протяжении девяти месяцев 1974 года. Падение промышленных показателей в США составило 15 %, в Италии и Франции — 14 %, в ФРГ — 8 %, в Великобритании — 7 %. Кризис перепроизводства вызвал рост безработицы, что, в свою очередь, ещё больше сокращало потребительский спрос и уровень инвестиционной активности. Под ударом оказались предприятия и компании, связанные со всемирно известными крупнейшими корпорациями и банками. Кризис 1974 года породил общую долговременную стагнацию индустриальной производственной системы.

## Грядущий кризис перепроизводства
С ростом финансового сектора в мире возникает новая ситуация перепроизводства денег. Всевозможные активы, акции, ценные бумаги, платежные средства, сертификаты и т. п. обязаны окупать себя и приносить постоянную прибыль. При современных финансовых технологиях перемещения огромных капиталов происходят почти мгновенно, всё постоянно находится в движении. В итоге наступает время, когда продажи денег останавливаются, и, как при избытке товаров начинается уничтожение перепроизведённых финансов путём переоценки, списания и прочего. Объёмы огромны. Например, по прогнозам главы Центробанка Новой Зеландии Болларда, общее обесценивание ценных бумаг в 2008 и 2009 годах предполагалось на уровне 30 трлн долларов, невозвратные займы –  2 трлн долларов.